# Müfide İlhan
Müfide İlhan, née le 19 février 1911 à Constantinople et décédée le 2 février 1996 à Bodrum, est une femme politique turque, maire de Mersin au début des années 1950. Elle est connue comme étant la première femme maire de Turquie.

## Biographie

### Jeunesse
Müfide İlhan naît le 19 février 1911 à Constantinople. Son père est Mustafa Nazif, un officier de l'armée et sa mère Emine est une femme au foyer. Elle n'a que quatre ans lorsque son père décède à Conk Bayırı pendant la campagne de Gallipoli pendant la Première Guerre mondiale. Après la guerre, elle est envoyée à Ankara, où elle termine ses études primaires. Après la libération de Constantinople, elle y déménage et y termine ses études secondaires au lycée pour filles de Kandilli. En 1928, elle y termine son cursus, au collège des enseignants, puis commence à enseigner, toujours dans la ville.

### Premier mariage
En 1928, elle épouse Nuri Çetinkaya, un officier de l'armée. Elle accompagne son mari dans diverses villes turques comme Erzurum et Kırklareli. Lorsque son mari est nommé attaché militaire turc à Berlin, en Allemagne, elle étudie à l'Institut Pestalozzi-Fröbel-Haus. Cependant, en 1936, le couple divorce et Müfide İlhan retourne en Turquie, à Ankara.

### Second mariage
À Ankara, elle rencontre le docteur Faruk İlhan. Mais ce dernier doit se rendre à Kaboul, en Afghanistan, pour créer l'école de médecine de l'université de Kaboul. Ils se marient à Kaboul. En 1945, vers la fin de la Seconde Guerre mondiale, le couple décide de retourner en Turquie. Mais à cause des difficultés du temps de guerre et des troubles à Karachi, le couple ne peut pas rentrer. Ils décident de rentrer chez eux en voiture en passant par l'Iran, ce qui semble impossible à beaucoup de gens en 1945. En 1946, ils choisissent de s'installer à Mersin, la ville natale de Faruk İlhan.

### Vie politique
À Mersin, elle commence à s'intéresser à la politique. Le Parti démocrate (DP) bat le Parti républicain du peuple (CHP) aux élections générales de 1950, mettant ainsi fin à 27 ans de règne du CHP, ce qui plus tard est appelé la "révolution blanche". Müfide İlhan devient maire de Mersin en tant que candidate du DP aux élections du 3 septembre 1950, et elle fait sensation tant au pays qu'à l'étranger pour être la toute première femme maire de Turquie, à une époque où la participation des femmes turques à la politique est encore considérablement faible. Elle est invitée en Grande-Bretagne.
Müfide İlhan, comme la plupart des réformistes de l'époque, est contre l'administration autoritaire du gouvernement du CHP d'avant 1950. Cependant, elle n'est pas contre l'idéologie du CHP, prétendu kémalisme. Ainsi, certains premiers mouvements du gouvernement DP, qui semblent être contre le kémalisme, la déçoivent. Par exemple, il lui est difficile d'accepter la levée de l'interdiction de l'ezan arabe par le gouvernement DP. C'est le gouvernement du CHP qui initie l'ezan en Turquie en 1932 au lieu de l'arabe traditionnel.
Le 17 décembre 1951, après un an de travail intensif, elle démissionne de son poste. Après un certain temps, elle démissionne également démissionné. Elle forme une ligue nommée "Ligue de soutien aux candidats indépendants" à Mersin. Elle publie également un bulletin durant une courte durée nommé Mücadele. Cependant, en 1955, lorsque son mari est nommé à İzmit en tant que médecin-chef, elle quitte Mersin.

### Autres activités
Entre 1968 et 1981, elle travaille comme enseignante en Allemagne pour les immigrés turcs. Elle travaille également dans plusieurs associations sociales. Dans ses dernières années, elle fait des dons aux hôpitaux et à une maison de retraite à Mersin.

### Vie privée
Müfide İlhan a sept enfants, deux filles du premier mariage, un fils et trois filles du second mariage et un fils adoptif. En 1965, elle est élue "mère de l'année" par l'Association turque des mères.

## Héritage
Un quartier de la municipalité d'Akdeniz et un parc public de la municipalité de Yenişehir portent son nom. L'une des galeries d'art d'İçel Sanat Kulübü (le principal club d'art de Mersin) porte également son nom. Le 4 avril 2015, la municipalité de Mersin érige une statue de Müfide İlhan.